# Senné (Michalovce)
Senné (ungarisch Ungszenna – bis 1907 Szenna) ist eine Gemeinde im äußersten Osten der Slowakei, mit 731 Einwohnern (Stand 31. Dezember 2024). Administrativ gehört sie zum Okres Michalovce, der ein Teil des Bezirks Košický kraj ist. Laut Volkszählung 2001 (751 Einwohner) ist Senné fast ausschließlich slowakisch (98,3 %), mit einer kleinen tschechischen Minderheit (1,1 %); konfessionell dominiert die römisch-katholische Kirche mit 90,3 %, gefolgt von griechisch-katholischen Kirche mit 7,2 %.

## Geographie
Die Gemeinde liegt im Ostslowakischen Tiefland unweit der Mündung der Okna in die Čierna voda im Einzugsgebiet des Uh und befindet sich auf der Höhe von 106 m n.m. Senné ist 17 Kilometer von Michalovce und 20 Kilometer von Veľké Kapušany entfernt.
International bedeutend ist die Lokalität Senianske rybníky (oder Senné rybníky, deutsch Teiche von Senné), die 14,4 km² groß ist. Eine Hälfte davon ist als nationales Naturreservat eingestuft und damit unter der fünften, strengsten Stufe geschützt. Sie ist eine von bedeutendsten ornithologischen Lokalitäten in Mitteleuropa und ist seit 1990 ein Ramsar-Schutzgebiet.

## Geschichte
Eine Siedlung auf dem heutigen Gemeindegebiet besteht seit dem 9. Jahrhundert. Nördlich des Ortes fand man zudem eine slawische Burgstätte, genannt Gradište. Die erste Erwähnung stammt aus dem Jahr 1263. In mittelalterlichen Urkunden wird der Ort als Scinna, Zynna oder Zenna erwähnt. Bis 1263 gehörte Senné zum königlichen Gut, danach war es im Eigentum verschiedener Adelsfamilien.
Bis 1919 gehörte der im Komitat Ung liegende Ort zum Königreich Ungarn und kam danach zur Tschechoslowakei.

## Bevölkerung
| Jahr                | 1994 | 2004    | 2014    | 2024    |
| ------------------- | ---- | ------- | ------- | ------- |
| Anzahl der Personen | 716  | 736     | 725     | 731     |
| Unterschied         |      | +2,79 % | −1,49 % | +0,82 % |

| Jahr                | 2023 | 2024    |
| ------------------- | ---- | ------- |
| Anzahl der Personen | 723  | 731     |
| Unterschied         |      | +1,10 % |